# لارنس (پنسیلوانیا)
لارنس (به انگلیسی: Lawrence) یک منطقهٔ مسکونی در ایالات متحده آمریکا است که در شهرستان واشینگتن، پنسیلوانیا واقع شده‌است. لارنس ۵۴۰ نفر جمعیت دارد.